# Technischer Vertrieb
Der technische Vertrieb ist eine Sonderform des Vertriebes. Im technischen Vertrieb geht es um das Verkaufen von erklärungsbedürftigen Produkten und Dienstleistungen.

## Definition
Unter dem technischen Vertrieb versteht man den Verkauf von erklärungsbedürftigen technischen Produkten oder Dienstleistungen – meist im sogenannten Business-to-Business-Bereich (B2B). Im B2B-Bereich sind die Käufer andere Unternehmen, die die gekauften Produkte zur Erstellung ihrer eigenen Produkte nutzen. Gegenteilig wäre ein Verkauf direkt an den Endkonsumenten. Besonders hohe Relevanz besitzt der technische Vertrieb daher in den Bereichen der Hightech, der Zuliefererindustrie und der Investitionsgüterindustrie. Die am häufigsten vorkommenden Berufsgruppen im technischen Vertrieb sind Ingenieure – insbesondere Vertriebsingenieure, Informatiker und Techniker.

## Aufgabenschwerpunkte
Der Mitarbeiter im technischen Vertrieb dient als direkte Schnittstelle zwischen dem verkaufenden Unternehmen, das er vertritt, und dem potentiellen Kunden. Zu Beginn muss er den Kontakt zu einem potentiellen Kunden aufbauen. Nach der Anbahnung des Kunden entwickelt er in Zusammenarbeit mit diesem die beste Lösung, um die entsprechenden Kundenbedarfe abzudecken. Um dies zu erreichen, muss der Vertriebsmitarbeiter das Produkt- und Leistungsportfolio seines Arbeitgebers kennen, ebenso die Anforderungen des Kunden. Sobald eine für beide Parteien geeignete Lösung gefunden wurde, geht es für den Vertriebler um die Überwachung der Auftragsabwicklung, sowie Verhandlung von Preisen und Vertragsinhalten mit dem Kunden. Neben der Betreuung einzelner Kunden benötigt der Vertriebler eine enorme Weitsicht, was die allgemeine Marktentwicklung angeht. Außerdem muss er versuchen, sich über Angebote und Strategien von Mitbewerbern zu informieren, um gegebenenfalls die eigenen Angebote und Strategien anzupassen. Nach einem erfolgreichen Geschäftsabschluss setzt ein Mitarbeiter aus dem technischen Vertrieb alles daran, die gewonnenen Geschäftsbeziehungen zu pflegen. Dadurch kann er die Kunden auf einfachem Wege über neue Produkte informieren und eventuell Folgeaufträge erlangen.

## Abgrenzungen
Um ein noch klareres Bild über den technischen Vertrieb zu erlangen, hilft es, diesen gegenüber einigen nahestehenden Berufsfeldern abzugrenzen.

### Technischer Vertrieb – Kaufmännischer Vertrieb
Im technischen Vertrieb geht es hauptsächlich um den Verkauf und die Vermarktung erklärungsbedürftiger Güter und Dienstleistungen im B2B-Bereich. Bei komplizierten Problemen oder Wünschen von Kunden wird der technische Vertrieb tätig, er versucht diese technischen Probleme zu verstehen und bietet dem Kunden daraufhin die für ihn perfekte Lösung an, sei es eine Lösung aus dem bereits vorhandenen Produktportfolio oder ein in Zusammenarbeit mit der Entwicklung neu geschaffenes Produkt. Der kaufmännische Vertrieb dagegen beschäftigt sich mit sämtlichen Aktionen, die dafür sorgen, dass der Kunde sein Produkt erhält. Wichtiger Bestandteil dessen ist der Vertriebsprozess. Der Vertrieb plant, organisiert und kontrolliert den gesamten Verkauf eines Produktes oder einer Dienstleistung. Neben dieser direkten Verkaufsabwicklung kümmert sich der Vertrieb zusätzlich um eine für das Unternehmen passende Vertriebsstrategie und um eine strategisch kluge Ausrichtung des Vertriebsnetzes. Beispiele für eine Vertriebsstrategie können der direkte-, der indirekte Vertrieb oder der Online-Vertrieb sein. In der Praxis werden diese Strategien zumeist gemischt und der Unternehmenssituation angepasst. Bei der Frage nach der Ausrichtung des Vertriebsnetzes, kümmert sich der Vertrieb beispielsweise um eine richtige Positionierung der Produkte am Markt und um die Erschließung neuer Märkte.
Der größte Unterschied zwischen dem technischen Vertrieb und dem kaufmännischen Vertrieb liegt demnach in den zu verkaufenden Produkten. Zum einen der Verkauf technisch anspruchsvoller Produkte und zum anderen von leicht zu verstehenden, ohne Erklärung nutzbaren Produkten. Außerdem werden bei den Mitarbeitern die Schwerpunkte der Fähigkeiten anders gesetzt. Bei Mitarbeitern aus dem technischen Vertrieb findet man weniger die „klassischen“ Verkäufertypen, sondern viel mehr sehr gut ausgebildete Informatiker oder Ingenieure mit großem technischen Verständnis. Die Mitarbeiter aus dem kaufmännischen Betrieb sind dagegen meist betriebswirtschaftlich sehr gut ausgebildet und kümmern sich neben dem Verkaufen um grundlegende Vertriebsfragen.
Zusammenfassend lässt sich sagen, dass sich der technische und der kaufmännische Vertrieb lediglich in wenigen Aspekten eindeutig voneinander trennen lassen. Teilweise besitzen sie sogar ähnliche oder gleiche Aufgaben, wie beispielsweise die Preiskalkulation oder das Erstellen von Angeboten.

### Technischer Vertrieb – Projektmanagement
Projektmanagement ist die Planung, die Überwachung, die Steuerung und der Abschluss eines Projekts. Es ist nötig, da nur durch einen gegliederten Zeit- und Prozessplan der erfolgreiche Abschluss des Projekts erreicht werden kann. Außerdem gelingt durch das Projektmanagement eine konkrete Einordnung des Projektstatus. Anpassungen, die getroffen werden müssen, können so schneller erkannt und umgesetzt werden.
Die Betriebswirtschaftslehre unterscheidet zwei Arten der Projektkoordination. Die Vorauskoordination als vorausschauende Abstimmung und die Feedbackkoordination als Reaktion auf Störungen, auch Projektsteuerung genannt.
Auch im technischen Vertrieb kann man diese beiden Ansätze wiederfinden. So berät der technische Vertriebler den Kunden nicht nur, sondern informiert ihn auch, wenn es neue Produkte gibt, die nach dem fachwissenschaftlichen Gutachten von ihm selbst Mehrwert für den Kunden bringen. Technische Vertriebler kümmern sich heutzutage um komplette Projekte und stehen dem Kunden mit Rat und Tat zur Seite. Es geht also lange nicht mehr um nur rein technische Aspekte, sondern auch um Vertragsabwicklung etc. die der technische Vertriebler betreut. Daraus kann man schließen, dass ein technischer Vertriebler ganze Projekte und nicht nur ein Produkt verkauft. Das Produkt wäre in dem Fall ein Projekt, das eine innovative Lösung für den Kunden als Zielsetzung hat. Somit muss der technische Vertriebler den Kunden und das Unternehmen genau kennen und wie im Projektmanagement eine Analyse der Kundenerwartungen durchführen.
Im Zuge dessen wird im Projektmanagement ein Projektvertrag geschlossen. Dieser definiert die Rechte und Pflichten der Parteien in einem Projekt und hat eine bestimmte Zielsetzung. Erfüllt ist dieser, wenn das Ziel erreicht ist. Auch der technische Vertriebler muss im Rahmen der Anforderungen des Kunden ein Ziel erreichen, jedoch muss nicht immer ein Vertrag abgeschlossen werden. Insgesamt greift das Projektmanagement an anderer Stelle an als der technische Vertrieb. Projektmanagement findet überwiegend intern im Unternehmen statt und dient dazu, ein Produkt zur vereinbarten Zeit fertigzustellen. Im technischen Vertrieb wird rein technisch eine Lösung für ein Problem beim Kunden modelliert. Verträge und Zeitmanagement spielen eine nicht so große Rolle. Projektmanagement ist also viel allgemeiner gefasst und kann auf alle Aufgabenbereiche ausgeweitet werden.

## Herausforderungen
Grundsätzlich lassen sich die Herausforderungen in vier Themenbereiche einteilen:
Zum einen gibt es den technischen Part im Berufsalltag des technischen Vertriebes. Der Vertriebsmitarbeiter hat die Aufgabe, die Entwicklungsabteilungen der Kunden mit dem eigenen Know-how unterstützend zu beraten, um die Vorteile der eigenen Produkte optimal zu nutzen. Das Ziel ist es stets die Probleme des Kunden zu lösen.
Falls das aktuelle Produktportfolio die Bedürfnisse des Kunden nicht abdeckt ist es die Aufgabe des technischen Vertriebes das Potential zu erkennen. Das erkannte Potenzial sollte im Anschluss und in Zusammenarbeit mit dem eigenen Produktmanagement bzw. der eigenen Entwicklung mithilfe von Modifikationen bereits bestehender Produkte oder gegebenenfalls mit neuen Produkten abgedeckt werden. Diese stetige Verbesserung und Anpassung des Produktprogrammes ist wichtig für zukünftige erfolgreiche Projektabschlüsse und somit elementar für den langfristigen Erfolg des eigenen Unternehmens.
Um die Wünsche der Kunden zu verstehen und Lösungen finden zu können, ist es notwendig, dass technische Vertriebsmitarbeiter ein gutes technisches Verständnis der eigenen Produkte aber auch ein Grundverständnis des Produktprogrammes der Kunden und deren Märkte besitzen. Auf Grund dessen, dass die Kunden, insbesondere im Business to Business Geschäft, oftmals hochgradig innovativ und technologisiert sind, ist es für den technischen Vertrieb von großer Bedeutung immer auf dem neusten Stand zu sein.
Neben den bereits genannten Herausforderungen und Aufgaben muss der technische Vertrieb auch einige kaufmännische Aspekte bewältigen. So ist es beispielsweise die Aufgabe des technischen Vertriebes einzuschätzen ob bei potenziellen Kunden das notwendige Budget für ein Projekt zur Verfügung steht. Auch ein mögliches Anschlussgeschäft sollte vom technischen Vertriebler analysiert werden. Diese Überlegungen haben dann Einfluss auf den Grad der Bemühungen für einen Projektabschluss und die Preisverhandlung, welche ebenfalls vom technischen Vertrieb durchgeführt werden.
Der dritte Part des technischen Vertriebes ist der des zwischenmenschlichen Kontaktes. Die technischen Vertriebler sind keineswegs unabhängiger Alleingänger, auch wenn die Gestaltung des Arbeitsalltages meist frei von zeitlichen oder inhaltlichen Aspekten geschehen kann. Der meist intensive Austausch mit Kunden führt oftmals zu einer partnerschaftlichen Zusammenarbeit, aber auch die Zusammenarbeit mit dem hausinternen Team gehört zu dem Arbeitsalltag von Vertrieblern. Die Herausforderung liegt dabei im Umgang mit unterschiedlichsten Charakteren aus dem technischen sowie aus dem kaufmännischen Bereich. Für diese Herausforderung benötigt der technische Vertrieb eine hohe soziale Kompetenz.
Den letzten großen Abschnitt der Herausforderungen bildet der Umgang mit Misserfolgen. Oftmals stecken technische Vertriebler viel Energie in ein Projekt. Dabei ist es durchaus üblich, dass ein Projekt ohne erfolgreichen Abschluss beendet werden muss. Diese Misserfolge müssen von technischen Vertrieblern akzeptiert werden und dürfen der Selbstmotivation für andere Projekte nicht im Wege stehen.

## Projekt- und Produktgeschäft
Im Bereich des technischen Vertriebes hat man häufig mit zwei verschiedenen Geschäftstypen zu tun, dem Projekt- und dem Produktgeschäft.

### Projektgeschäft
Ein Unternehmen ist im Projektgeschäft tätig, wenn es die Aufträge von bestimmten Kunden als Projekt behandelt und abwickelt. Die gesamte Leistungserstellung wird in Projekten organisiert. Das Hauptmerkmal liegt darin, dass der Kunde oftmals nur ein Projekt benötigt, es kann jedoch auch vorkommen, dass ein Kunde mehrere ähnliche Projekte in einer bestimmten zeitlichen Periode anfordert.
Ein Unternehmen kann mit unterschiedlichsten Leistungen dienen, somit müssen potentielle Kunden gefunden werden. Eine wichtige Rolle spielt bei dem Projekt der Preis, jedoch noch elementarer sind Punkte wie Zuverlässigkeit und Vertrauen.
Nach der Kundenakquise kommt es zu mehreren Gesprächen mit dem Kunden, wobei der Kunde meistens aus einem ganzen Team besteht. Wichtig ist dabei herauszufinden welche Wünsche, Ziele und Visionen aber auch welche Ängste und Befürchtungen der Kunde hat. Sind die Kundenwünsche komplex und umfangreich sowie technisch anspruchsvoll, so macht es Sinn mit dem für dieses Produkt verantwortlichen Produktspezialisten aus dem eigenen Haus zusammen beim Kunden zu arbeiten. Somit wird ein Projektteam bereits in der Akquisephase gebildet, in dem alle Beteiligten mitarbeiten.
Einen großen Vorteil hat das Projektgeschäft gegenüber den reinen Produktverkäufern, da Beratung, Service und ein Mehrwert zusätzlich verkauft werden. Sie können sich somit vom Markt abheben.

### Produktgeschäft
Aufgrund der immer stärker wachsenden Nachfrage nach bestimmten Produkten, müssen diese produziert und auf einem breiten Markt vermarktet werden. Um Letzteres kümmert sich das Produktgeschäft. Die Produkte werden nicht kundenspezifisch und ohne Verbundwirkungen angeboten, sondern werden auf anonymen Märkten vermarktet. Der reine Kauf-Verkaufsprozess ist weniger komplex als z. B. bei dem Anlagenbau.
Die Software-Elemente (Beratung, Schulung, Finanzierung und Integralqualität) gewinnen auch bei dem Produktgeschäft immer mehr an Bedeutung, sodass ein Trend vom traditionellen Produkt- zum Systemgeschäft erkennbar ist.

## Ausbildung
Im Jahr 1995 wurde an der Hochschule für Technik und Wirtschaft Aalen der erste Bachelor-Studiengang für den Technischen Vertrieb in Deutschland gestartet. Mittlerweile gibt es mehrere grundständige Ausbildungen an Universitäten und Hochschulen für Vertriebsingenieure.